# Married to the Blob
«Married to the Blob» (с англ. — «Замужем за каплей») — десятый эпизод двадцать пятого сезона мультсериала «Симпсоны». Вышел в эфир 12 января 2014 года в США на телеканале «Fox».
Эпизод встретил позитивные отклики критиков и был посмотрен 4,83 миллионом зрителей.
Название этого эпизода уже использовалось в сериале, в качестве названия новеллы в Treehouse of Horror XVII.

## Сюжет
Гомер, Барт и Милхаус выстраиваются в полночь в очередь в магазин комиксов, чтобы успеть купить первый выпуск перезапуска «Радиоактивного Человека». Продавец комиксов узнаёт, что его конкурент Майло (владелец магазина комиксов «Coolsville») недавно женился на своей девушке Строберри. Продавец комиксов плачет и поет песню о том, что всю жизнь был одинок. Внезапно ему является воображаемый Стен Ли и говорит, что у него есть ещё один шанс. Японская девушка по имени Кумико Накамура входит в магазин. Она путешествует по самым печальным городам Америки ради исследования для своей автобиографической манги.
Продавец приглашает её на свидание и просит у Гомера совет, поскольку он единственный толстяк в реальной жизни, который женат на красотке. Мардж советует Продавцу не быть самим собой на свидании, хотя Кумико на самом деле нравится его настоящий характер.
Продавец и Кумико продолжают встречаться, и они решают жить вместе в подвале магазина комиксов. Относя подарок на новоселье, Гомер встречает перед магазином отца Кумико. Гомер рассказывает ему, что Продавец комиксов — тучный ботан, это побуждает Накамуру возразить против союза дочери и её избранника, забрать дочку.
Мардж просит Гомера всё исправить, и он ведёт Накамуру в японский бар. Они пьют змеиное рисовое вино, опьянённые пытаются добраться до дома. Внезапно город превращается в страну чудес, основанную на фильмах Studio Ghibli (в частности, «Унесённые призраками», «Мой сосед Тоторо», «Рыбка Поньо на утёсе», «Принцесса Мононоке», «Ходячий замок Хаула», «Ведьмина служба доставки» и «Порко Россо»). Накамура осознаёт, что лишает дочь основной части её жизни, препятствуя встречаться с угодным ей кавалером.
Продавец комиксов пытается произвести на отца Кумико впечатление, получив настоящую работу на Спрингфилдском фосфатном заводе, используя свой давно забытый диплом химика. Накамура отвечает ему, что он не должен искать новую работу, чтобы быть достойным его дочери, он уже был достоен, когда был самим собой. В конце концов, в магазине комиксов Стен Ли обручает Продавца комиксов и Кумико.